# Marius Corbett
Marius Corbett (né le 26 septembre 1975 à Potchefstroom) est un athlète sud-africain spécialiste du lancer du javelot.

## Carrière
Pour ses débuts sur la scène internationale, il décroche la médaille d'or des Championnats du monde juniors de Lisbonne grâce à un meilleur lancer mesuré à 77,98 m. En 1997, Marius Corbett signe le plus grand succès de sa carrière en remportant les Championnats du monde d'Athènes avec 88,40 m, améliorant de 4,50 m son précédent record personnel. Il devance finalement le Britannique Steve Backley et le Grec Kostas Gatsioudis. Il s'illustre durant la saison 1998 en remportant les Championnats d'Afrique et les Jeux du Commonwealth, compétition dans laquelle il améliore le record d'Afrique avec 88,75 m, signant également la meilleure performance de sa carrière.

## Palmarès
| Date | Compétition                  | Lieu         | Résultat | Performance |
| ---- | ---------------------------- | ------------ | -------- | ----------- |
| 1994 | Championnats du monde junior | Lisbonne     | 1er      | 77,98 m     |
| 1997 | Universiade                  | Catane       | 1er      | 86,50 m     |
| 1997 | Championnats du monde        | Athènes      | 1er      | 88,40 m     |
| 1998 | Championnats d'Afrique       | Dakar        | 1er      | 79,82 m     |
| 1998 | Jeux du Commonwealth         | Kuala Lumpur | 1er      | 88,75 m     |
| 1998 | Coupe du monde des nations   | Johannesburg | 4e       | 83,53 m     |
| 1999 | Jeux africains               | Johannesburg | 1er      | 78,74 m     |